# Фальке, Яго
Я́го Фа́льке Си́льва (исп. Iago Falque Silva; 4 апреля 1990, Виго) — испанский футболист, полузащитник колумбийского клуба «Америка».

## Клубная карьера
Начал заниматься футболом в 2000 году, в академии футбольного клуба «Реал Мадрид». В 2001 году перешёл в академию «Барселоны», в которой провёл следующие семь лет. В 2007 году был заявлен на чемпионат за «Барселону Б». Сыграл за команду всего в одном матче, в котором отметился забитым мячом. Перспективным футболистом сразу заинтересовались многие клубы, но самым активным среди них был «Ювентус». Летом 2008 года переход Яго в этот клуб был оформлен.
30 августа 2008 года Фальке подписал с «Ювентусом» контракт, рассчитанный на четыре года. 6 декабря Яго попал в заявку команды на матч 15-го тура Серии А, с командой «Лечче», но на поле так и не появился. 25 августа 2009 года он отправился в свою первую аренду, в команду «Бари». Но в основном составе «петухов» он так ни разу и не появился, играя только за юношескую команду. 29 июля 2010 года футболист был отдан в аренду с правом выкупа испанскому «Вильярреалу Б». Фальке сыграл за команду в 36 матчах, в которых забил 11 мячей. Но в итоге испанцы решили отказаться от выкупа игрока и 30 июля 2011 года он вернулся в Турин.
25 августа арендное соглашение с Фальке заключил английский «Тоттенхэм Хотспур». Дебютировал за основную команду «шпор» 15 сентября, в матче Лиги Европы с командой ПАОК (0:0). Впоследствии он сыграл за команду Гарри Реднаппа в Лиге Европы ещё четыре матча. 16 января 2012 года «лилово-белые» выкупили у «Ювентуса» права на игрока. 17 января он был отдан в аренду команде Чемпионшипа — «Саутгемптону». Дебютировал в составе «святых» 23 января, в матче с «Лестер Сити» (0:2). Яго начал матч в стартовом составе и был заменен на 56-й минуте встречи.
23 января 2013 года отдан в аренду в испанскую «Альмерию», выступающей тогда в Сегунде. Там ему удалось сходу завоевать место в основе на левом фланге полузащиты. 24 августа перешёл на правах в испанский «Райо». Провёл хороший сезон и имел много вариантов продолжения карьеры. 1 августа перешёл в «Дженоа». Сумма трансфера составил 5 млн евро.

## Международная карьера
Выступал за сборные Испании до 17, 19, 20 и 21 года. Со сборной Испании до 20 лет принимал участие на Чемпионате мира среди молодёжных команд 2009 года в Египте.